# Vier sind das Volk
Vier sind das Volk ist ein kabarettistisch angelegtes Comedyformat im Spätabendprogramm des ZDF, das auf dem Originalformat If I Ruled the World von Hat Trick Productions basiert. Es ist eine satirische Überzeichnung einer Bundestagssitzung und Politikerverhaltens im Allgemeinen.

## Konzept

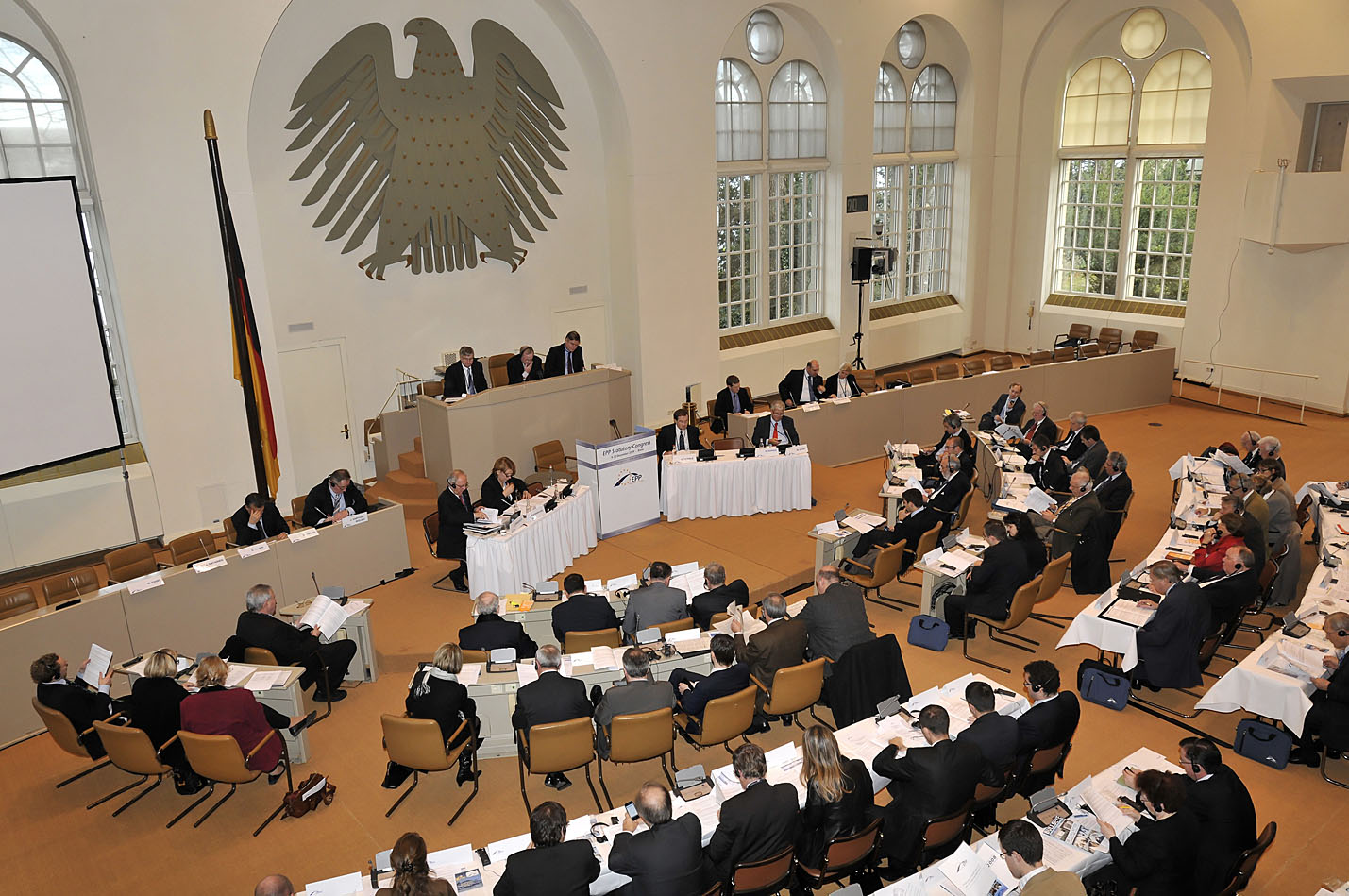
Die Sendung fand im früheren Ersatzplenarsaal des Bundestags im Alten Wasserwerk von Bonn statt (hier bei einem Parteitag, 2009)

Der Ablauf der Sendung unterliegt Wigald Boning, der als Gastgeber eine Art Bundestagspräsident darstellt und den von Kabarettisten dargestellten Abgeordneten „Redeaufgaben“ erteilt. Die Dinge, die die Abgeordneten sagen, sind improvisiert, was dafür sorgt, dass es des Öfteren zu Komplikationen und lustigen Situationen kommt. Die parodistische Pointe ergibt sich aus dem geflügelten Wort: „Viel geredet und nichts gesagt!“. Volksvertreter und ihre parlamentarischen Rituale werden der Lächerlichkeit preisgegeben.
Der Titel wurde dem in der friedlichen Revolution der DDR aufgekommenen Straßenruf (unter anderem auch nach den Leipziger Montagsdemonstrationen) „WIR sind das Volk!“ entnommen und entsprechend (da vier „Abgeordnete“) umgestellt. Die Kulisse bildet das Alte Wasserwerk in Bonn, in dem das bundesdeutsche Parlament zwischen 1986 und 1993 aufgrund von Umbauten am regulären Sitz, dem Bundeshaus, untergebracht war.

## Intro
Das Intro besteht im Wesentlichen aus einem dem Bundesadler in seiner Bundestagsform nachempfundenen, großen, gläsernen Adler, der von einer Scheibe direkt auf die Kamera zufliegt, gegen diese kracht und zu Boden fällt. In diesem Moment treten Risse im Bild auf. Dabei ertönt die deutsche Nationalhymne in von Folge zu Folge abgewandelter Form. In den ersten vier Folgen wurde dafür ganz oder in Teilen die Comedy-Version der deutschen Nationalhymne von Armin Sabol verwendet.

## Besetzung
Der Gastgeber ist Wigald Boning. Auf zwei „Flügel“ verteilt sind vier Künstler, links von ihm zwei als Vertreter der „Kloppo“ (Kleinsten Opposition der Welt) und zu seiner Rechten zwei als Abgeordnete der „Groko“ (Großen Koalition). Die Abgeordneten der Kloppo wie der Groko waren nicht gleichbleibend. In den bisher ausgestrahlten Folgen war die Besetzung folgende:
| Folge | Erstausstrahlung (ZDF) | Groko 1          | Groko 2           | Kloppo 1      | Kloppo 2         |
| ----- | ---------------------- | ---------------- | ----------------- | ------------- | ---------------- |
| 1     | 4. Apr. 2014           | Bernhard Hoëcker | Sebastian Pufpaff | Philip Simon  | Wolfgang Trepper |
| 2     | 26. Sep. 2014          | Bernhard Hoëcker | Susanne Pätzold   | Hennes Bender | Wolfgang Trepper |
| 3     | 17. Okt. 2014          | Bernhard Hoëcker | Sebastian Pufpaff | Philip Simon  | Wolfgang Trepper |
| 4     | 21. Nov. 2014          | Bernhard Hoëcker | Sebastian Pufpaff | Hennes Bender | Mirja Boes       |
| 5     | 6. März 2015           | Bernhard Hoëcker | Sascha Korf       | Hennes Bender | Wolfgang Trepper |
| 6     | 10. Apr. 2015          | Bernhard Hoëcker | Susanne Pätzold   | Philip Simon  | Kai Magnus Sting |
| 7     | 22. Mai 2015           | Bernhard Hoëcker | Mirja Boes        | Hennes Bender | Wolfgang Trepper |

## Ablauf
Die Sendung ist in mehrere Tagesordnungspunkte/Aufgaben eingeteilt. Sie richten sich jeweils an zwei bis drei der Abgeordneten, sodass jeder mehrfach drankommt. Meistens kommt dabei erst jemand der Groko und anschließend jemand der Kloppo dran. Weil die Groko-Abgeordneten die aktuelle Regierungspartei, und die Kloppo die Opposition darstellt, kommt es zwischen beiden Seiten immer wieder zu leichten unterhaltsamen Komplikationen. Die Kloppo wirft der Groko vor, eine unfähige Regierungskoalition zu sein, während diese der Kloppo vorwirft, sie habe keine Ahnung und sie würde nur unnützes Zeug reden.
Das Thema, über die der Abgeordnete sprechen soll, ist immer auf gegenwärtige politische Ereignisse oder Geschehnisse bezogen.
Die einzelnen Tagesordnungspunkte sind unter anderem:

### SMS vom Fraktionsvorsitzenden
In diesem Punkt wird einem Abgeordneten eine These gegeben, zu dem er etwas erzählen soll. Ihm wird außerdem seine Meinung (pro oder kontra) vorgeschrieben. Insgesamt muss er nun diese These linear erörtern. Während er das tut, erscheinen nacheinander Anweisungen für den Redenden (sie erscheinen auch dem Zuschauer auf dem unteren Teil des Fernsehbildschirms). Der jeweilige Abgeordnete muss nun diese  Anweisungen befolgen und sie in seiner Rede einbringen (es sind Stilmittel). Beispielsweise: „Zeigen Sie die Merkel-Raute!“, „Reden Sie wie ein Kleinkind!“ oder „Sprechen Sie besonders Frauen an!“.

### Vier geben Kontra
Hier wird auch eine These aufgestellt, zu der ein Abgeordneter der Groko seine Meinung sagen muss. Dann muss einer der beiden Kloppo-Abgeordneten dem widersprechen, und zwar immer mit den Worten: „Da muss ich in aller Entschiedenheit widersprechen“. Dieser muss nun seine Meinung dazu sagen, solange, bis ihm wieder jemand von der Groko mit den gleichen Worten widerspricht. Dies geht immer abwechselnd so weiter.

### Die Rede
Hier wird einem Abgeordneten ein Text gegeben, den er dann vorlesen muss. Dabei handelt es sich immer um einen Liedtext. Der Redner muss ihn nun vorlesen und ihn so politisch wie möglich formulieren. Dem Abgeordneten wird ein Publikum oder eine Zielgruppe gegeben, das er oder sie mit diesem Text anspricht.

### Die Präsentation
Der Abgeordnete erhält ein Thema, zu dem er aus dem Stegreif einen Vortrag halten soll. Zusätzlich wird auf einem Bildschirm eine Bildpräsentation gezeigt, welche in den Vortrag einbezogen werden muss. Die gezeigten Bilder haben meist nur entfernt oder auf absurde Weise mit dem Thema zu tun, was häufig zu Ausschweifungen führt. Am Schluss wird auch immer ein Fazit gezogen.

### Bürger fragen, Politiker antworten
Bei „Bürger fragen, Politiker antworten“ wird ein sehr komplexer und allgemein sehr unbekannter Fachbegriff vorgegeben, den ein Abgeordneter erklären soll. Weil dieser die Bedeutung des Begriffes zumeist nicht kennt, versucht dieser meistens, den Begriff falsch zu erklären, oder um die Bedeutung herumzureden oder einfach drauflos zu reden.

### Kehrtwende
Auch hier wird einem der vier eine These gegeben, die er vertreten muss. Nun argumentiert er/sie, warum die These stimmt. Nach einiger Zeit ertönt dann ein Peitschenknall-ähnliches Geräusch. Danach muss der Redner seine Meinung komplett ändern, und das genaue Gegenteil behaupten. Vertritt er zum Beispiel ursprünglich die Meinung, „Kernkraftwerke gehören abgeschafft“, muss er nun für Kernkraftwerke argumentieren.
Der Knall ertönt bis zu acht Mal, und jedes Mal muss der Redner seine Meinung wieder ändern.
Es kommt vor, dass dieser nach kurzer Zeit so durcheinander kommt, dass er nicht mehr weiß, welche Meinung er nun überhaupt vertreten muss. Dieser Effekt trägt zusätzlich zum Unterhaltungswert bei.

### Nicht ja oder nein sagen
Dieses Spiel ist auch abseits der Sendung bekannt: Ein Abgeordneter muss sich den provokanten Fragen der Gegenseite stellen, wobei deren Fragen zumeist vorgegeben sind. Hierbei darf er allerdings weder mit Ja noch mit Nein antworten, obwohl die Fragestellung eine solche Antwort eigentlich erfordert. Das Spiel endet, sobald der Abgeordnete "ja" oder "nein" sagt.

### Wahlwerbung
Bei „Wahlwerbung“ wird einem Groko-Abgeordneten ein textloses Video vorgespielt, auf dem aktuelle, in den Nachrichten oder im Internet gefundene, politische Ausschnitte gezeigt werden, die im Moment in politischer Diskussion stehen, z. B. Ursula von der Leyen bei einer Bundeswehrinspektion. Der betroffene Groko-Sprecher soll jetzt, während des laufenden Videos, einen Wahltext dazu sprechen. Er soll betonen, wie gut und effizient die Regierung arbeitet und wie schön Deutschland ist (auch wenn die Videos vom Inhalt her nicht immer für Deutschlands Antlitz sprechen). Dabei muss er sich immer auf das Wahlwerbungsvideo beziehen. Danach muss einer der beiden Kloppo-Abgeordneten dasselbe tun. Ihm/ihr wird ein anderes Video gezeigt, und er/sie muss sich im Werben für die Kloppo eher Deutschland- bzw. regierungskritisch zeigen. Auch hier wird der betroffene Abgeordnete mit vielen Videoausschnitten konfrontiert, sodass er durcheinander kommt oder dem Gezeigten etwas hinterherhinkt.

### Peinlich getwittert
Hier wird ein Bild gezeigt, was einen Abgeordneten mit einem Politiker in einer grotesken oder peinlichen Situation zeigt. Der Betroffene soll „mitten in der Nacht betrunken aufgewacht“ sein, und dieses Bild via Twitter gepostet haben. Er soll nun Stellung dazu nehmen, sich entschuldigen und eine Begründung für das Bild abgeben. Er hält eine Verteidigungsrede. Hinzu kommt eine groteske Bildunterschrift. Dabei ist in das Bild merklich das Gesicht des Abgeordneten über ein Fotobearbeitungsprogramm hineingesetzt worden.

### Vier Phrasen für ein Halleluja
Dabei werden einem Abgeordneten vier politische Zitate, Sätze oder Zungenbrecher vorgegeben. Der Abgeordnete wird nun mit einer, seiner Einstellung widersprechenden, Beschuldigung konfrontiert, wozu er sich äußern soll. Er hat 60 Sekunden Zeit. Allerdings muss er in seiner Rede alle vier vorgegebenen Phrasen verwenden, was für eigenartige Zusammenhänge und seltsam formulierte Sätze sorgt.

### Politik plakativ
Hier ist das Konzept ähnlich wie bei „Peinlich getwittert“. Das neueste Wahlplakat der Kloppo oder Groko, auf dem einer der beiden Abgeordneten der betroffenen Partei in einer peinlichen oder missverständlichen Lage steht, wird gezeigt. Der betroffene Abgeordnete soll dazu Stellung beziehen und erklären, was er denn mit diesem Bild darstellen wollte.
Dabei ist in das Bild merklich das Gesicht des Abgeordneten über ein Fotobearbeitungsprogramm hineingesetzt worden.

## Kritik
Vier sind das Volk wird, wie bereits der heute-show, vorgeworfen, ihre politische Satire sei zu übertrieben, würde Politiker bloßstellen oder schlechtreden. Außerdem wird die Sendung auf vielen Internetseiten kritisiert.

„Mit einer Mischung aus Improvisation und Satire sollen die hohlen Phrasen der Politiker spielerisch entlarvt werden: Das ist der Anspruch der neuen Sendung ‚Vier sind das Volk‘ mit Wigald Boning. Gelungen ist das nicht.“

## Einschaltquoten
Vier sind das Volk nutzte bei der Erstausstrahlung die Verbundenheit mit der heute-show aus. Oliver Welke kündigte in der heute-show vom 4. April 2014 mit einer Live-Schaltung zu Wigald Boning ins Alte Wasserwerk nach Bonn das nun folgende Vier sind das Volk an. Tatsächlich belief sich die Quote infolge der ca. drei Millionen Zuschauer der heute-show auf 1,94 Millionen Zuschauer. Die zweite Folge hatte immer noch gut 1,79 Millionen Zuschauer zu verzeichnen. Die Einschaltquoten blieben im Wesentlichen gegenüber der zweiten Folge gleich.